# Liste der Naturdenkmale in Sippersfeld
Die Liste der Naturdenkmale in Sippersfeld nennt die im Gemeindegebiet von Sippersfeld ausgewiesenen Naturdenkmale (Stand 28. März 2024).

## Naturdenkmale
| Nr.         | Bezeichnung            | Lage                                                 | Beschreibung | Bild                                    |
| ----------- | ---------------------- | ---------------------------------------------------- | --- | --------------------------------------- |
| ND-7333-016 | Pfrimmquelle           | südöstlich des Ortes; Abteilung Kühgerrenwiesen Lage | gefasste Quelle der Pfrimm; Teil des Naturschutzgebietes Sippersfelder Weiher                                                       | mehr Fotos \| Fotos hochladen           |
| ND-7333-017 | Retzenberger Weiher    | südlich des Ortes; Abteilung Neuwoogsdelle Lage      | auch Neuwoog; Stauweiher mit Verlandungszone; flächenhaftes Naturdenkmal, 1,6 ha; Teil des Naturschutzgebietes Sippersfelder Weiher | Direkt Bild zu diesem Denkmal hochladen |
| ND-7333-065 | Eiche an der Letzhalde | Hauptstraße, Ecke Nauerweg Lage                      | Quercus sp.; um 1800 gekeimt, 17 m hoch bei 1 m Umfang                                                                              | Direkt Bild zu diesem Denkmal hochladen |

## Ehemalige Naturdenkmale
| Nr. | Bezeichnung          | Lage                                            | Beschreibung                                  | Bild                                    |
| --- | -------------------- | ----------------------------------------------- | --------------------------------------------- | --------------------------------------- |
|     | Fünfschwesternkiefer | südlich des Ortes; Abteilung Neuwoogsdelle Lage | Pinus sylvestris; Rechtsverordnung aufgehoben | Direkt Bild zu diesem Denkmal hochladen |